# Hof van Delft (wijk)

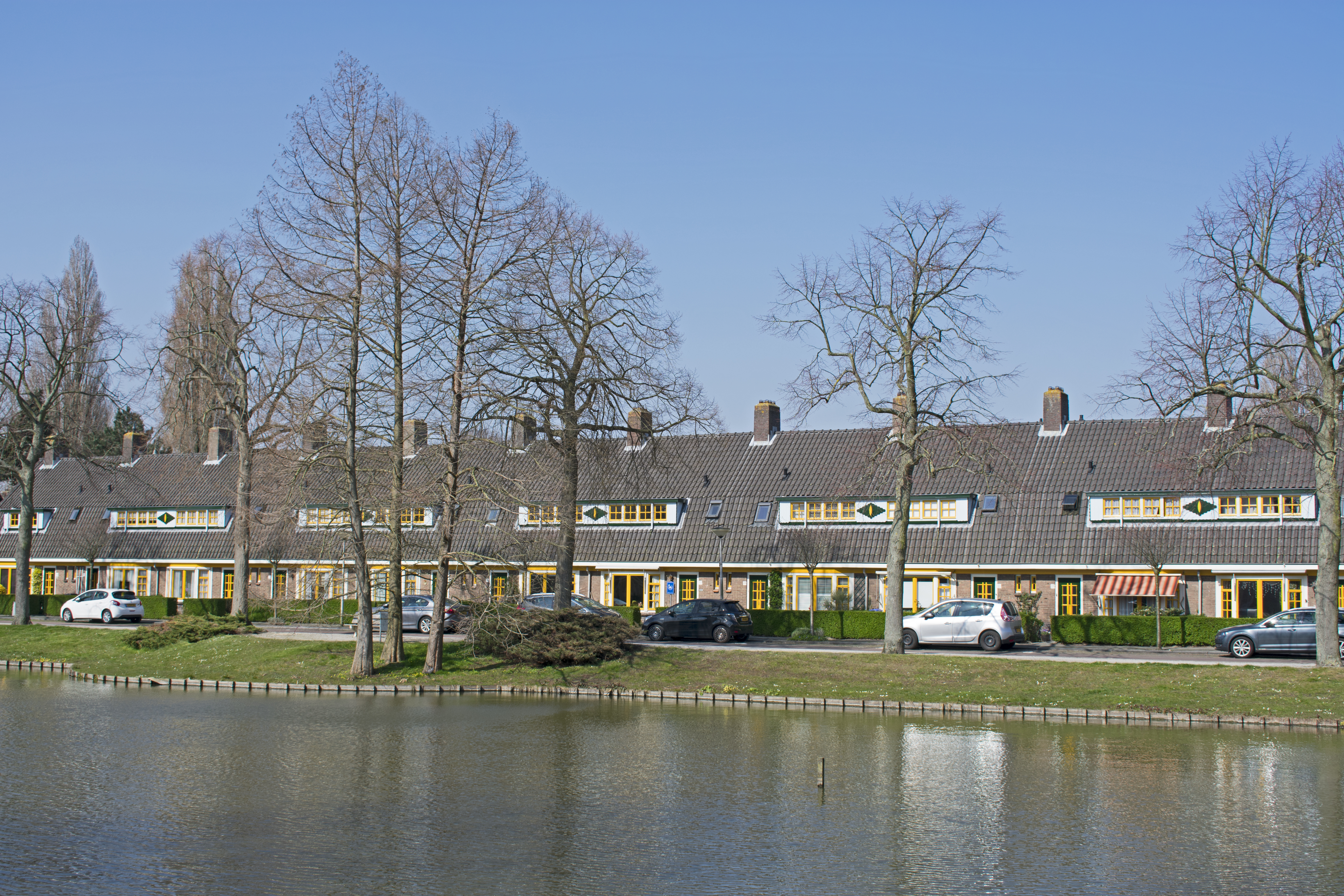
Vijver Noord

Hof van Delft is een wijk in de gemeente Delft in de Nederlandse provincie Zuid-Holland, in het oosten grenzend aan de wijk centrum, in het zuiden aan de wijk Voorhof en in het westen aan de wijk Voordijkshoorn.
Per 1 januari 2023 woonden er 13.295 mensen verdeeld over 7450 huishoudens in Hof van Delft.
De huidige wijk omvat groot deel van de voormalige gemeente Hof van Delft. De rest van de voormalige gemeente behoort nu tot Schipluiden. 

## Sport
- Sportfondsenbad met wedstrijdbad en instructiebad en sauna
- Ringpass de hockeyclub en tennisvereniging

## Kerken in Hof van Delft
- Hofkerk gelegen aan de Cort van der Lindenstraat 1.
- Franciscus en Clarakerk gelegen aan de Raamstraat 78.